# Ben Ames Williams
Ben Ames Williams (7 de marzo de 1889-4 de febrero de 1953) fue un destacado novelista y escritor de cuentos; escribió cientos de cuentos y más de treinta novelas durante el curso de su vida. Entre sus novelas figuran Llega la Primavera (1940), Leave Her to Heaven (1944) Casa Dividida (1947), y El Invicto (1953). Fue publicado en muchas revistas, pero la mayoría de sus cuentos aparecieron en las páginas del Saturday Evening Post.

## Comienzos
Williams nació en Macon, Mississippi de Daniel Webster Williams y Sarah Marshall Ames el 7 de marzo de 1889.
Justo después de su nacimiento, él y sus padres se mudaron a Jackson (Ohio). Como su padre era dueño y editor del Jackson Standard Journal, creció escribiendo, imprimiendo y editando. Ya en la escuela secundaria, por ejemplo, trabajó para el Journal, haciendo de mozo para todo antes de convertirse en redactor. Asistió al Dartmouth College y después de graduarse en 1910 se le ofreció un trabajo de profesor de inglés en una escuela para varones de Connecticut. Telegrafió a su padre buscando consejo profesional, pero su letra era terrible y el telegrafista confundió "enseñar" con "viajar" y, como no quería que su hijo se convirtiera en un hombre de negocios viajero, le aconsejó que no aceptara el trabajo. Richard Cary dice que con este error fue impulsado "hacia una carrera como uno de los narradores de cuentos más populares de su tiempo.
Después de la graduación, tomó un trabajo como reportero para el Boston American. Aunque se consagró a esa labor, solo lo hacía pane lucrando; su corazón estaba en la escritura de ficción literaria. Cada noche se dedicaba a la creación aspirando a que algún día sus historias pudieran mantenerle a él, a su esposa, Florence Talpey, y a sus hijos, Roger, Ben y Penélope.

## Carrera
Sus primeras publicaciones fueron Las Alas de 'Lias en Smith's Magazine en julio de 1915, y el 23 de agosto de 1915 en La Revista Popular con su historia corta, Algo Profundo. Después de la publicación su popularidad creció lentamente. El 14 de abril de 1917, el Saturday Evening Post recogió una de sus historias, The Mate of the Susie Oakes. Richard Cary destacó el privilegio que le supuso ser impreso en las páginas de esta revista: "el Saturday Evening Post representaba una especie de Olimpo para él y sus contemporáneos. El ser recogido en su panteón de autores, al serle aceptados tres, cinco y ocho cuentos (y, eventualmente, veintiuno) varias veces por año, constituyó un sello de aprobación y una vindicación personal" y sin duda ayudó a consagrar su carrera. Publicó 135 cuentos, 35 en publicaciones periódicas, y 7 artículos para el Post durante un período de 24 años. Después de que el Post lo publicara, otras revistas comenzaron a demandarle colaboraciones.
Aunque generalmente no hay un tema común en el trabajo de Williams, las piezas en que contribuyó al Saturday Evening Post tendieron a centrarse en el entorno empresarial. Tanto para él como para "su público" complementaban la inclinación comercial del Post. En sus últimos años Williams se identificó con el Maine rural, porque muchas de sus historias se ambientaban allí, donde tenía una casa de verano. Se encariñó con esa tierra porque pasaba gran parte de su tiempo libre en Maine con su amigo Al McCorrison. Pero Williams es quizá más famoso por la creación de la ciudad ficticia de Fraternity, ubicada en el Maine rural. 125 de sus cuentos fueron ambientados en Fraternity, y fueron los más populares en el Post, aunque a George Horace Lorimer le molestaba siempre la excesiva psicología y la escasa trama en estas historias.

## Adaptaciones de películas
Algunas de sus novelas más tarde se convirtieron en películas, las más populares fueron Leave Her to Heaven (1945), de la que se extrajo el melodrama clásico de John M. Stahl Que el cielo la juzgue; The Strange Woman (1946) y All the Brothers Were Valiant (1953). Sus escritos atravesaron una amplia gama de géneros y demostraron considerable experiencia en una serie de campos divergentes. Otras películas basadas en la escritura de Williams son After His Own Heart (1919), Jubilo, Jr (1927), Demasiado ocupado para trabajar (1932), Small Town Girl (1936), Adventure's End (1937) y Johnny Trouble (1957).

## Años finales
A mediados de la década de 1920 fue el pico de la carrera de escritor de cuentos cortos de Williams. En 1926, publicó un número impresionante de veintiún historias en el Saturday Evening Post, además de las historias que publicó en otras revistas ese mismo año. Hubo dos factores principales que contribuyeron a su lento desvanecimiento de la atención: la Gran Depresión y la tendencia hacia una ficción más corta, un molde difícil de encajar para Williams, a menudo prolijo. Esta transición fuera de la cultura de la revista le permitió centrarse en el género novelístico.
Ben Ames Williams murió el 4 de febrero de 1953 en Brookline, Massachusetts, después de sufrir un ataque al corazón mientras participaba en un concurso de curling en el Brookline Country Club. Le sobrevivieron su esposa, tres hijos y su madre.

## Leer también
- 1. Williams, Ben Ames Jr. “House United.” Colby Library Quarterly 10 (Dec 1973): 179-189.
- 2. Williams, Florence Talpey. ‘About Ben Ames Williams”, Colby Library Quarterly 6 (Sep 1963): 302-327.
- 3. Yokelson, Joseph B. “Ben Ames Williams: Pastoral Moralist”, Colby Library Quarterly 6 (Sep 1963): 278-292.